# Samuel Mützner
Samuel Mützner, né le 13 décembre 1884 à Bucarest où il est mort le 2 octobre 1959 , est un peintre roumain.

## Biographie
Samuel Mützner étudie à Munich et à Paris. Il se rend en Algérie, au Japon, en Espagne et en Amérique du Sud.